# Eddie Briggs
Eddie Jerome Briggs (* 14. Oktober 1949) ist ein US-amerikanischer Politiker. Zwischen 1992 und 1996 war er Vizegouverneur des Bundesstaates Mississippi.

## Werdegang
Nach einem Jurastudium an der Law School des Mississippi College und seiner 1977 erfolgten Zulassung als Rechtsanwalt begann Eddie Briggs in diesem Beruf zu arbeiten. Er war aber auch in verschiedenen anderen Branchen tätig. Unter anderem war er Autohändler und Immobilienmakler. Als Anwalt spezialisierte er sich auf das Firmen- und Immobilienrecht. Er wurde Vorstandsmitglied und Eigentümer mehrerer Firmen, mit denen er teilweise bis heute verbunden ist. Politisch schloss er sich der Republikanischen Partei an. Acht Jahre lang gehörte er dem Senat von Mississippi an.
1991 wurde Briggs an der Seite von Kirk Fordice zum Vizegouverneur von Mississippi gewählt. Dieses Amt bekleidete er zwischen 1992 und 1996. Dabei war er Stellvertreter des Gouverneurs und Vorsitzender des Staatssenats. Er war der erste Republikaner in diesem Amt seit 1876. Im Jahr 1995 wurde er nicht wiedergewählt. 1999 kandidierte er erfolglos in den Gouverneursvorwahlen seiner Partei. Seit dem Ende seiner Zeit als Vizegouverneur praktiziert er wieder als Anwalt in Madison. Außerdem setzte er seine Laufbahn als Geschäftsmann in verschiedenen Branchen fort. Er ist Eigentümer mehrerer Firmen, die unter anderem in der Immobilienbranche tätig sind.